# They Can't All Be Zingers: The Best of Primus
They Can't All Be Zingers: The Best of Primus è una compilation di brani del gruppo statunitense Primus, pubblicata nel 2006 dalla Interscope Records.
L'album è una raccolta di brani tratti dai singoli del gruppo, e non contiene pezzi inediti. Nello stesso giorno di pubblicazione dell'album è stato pubblicato anche il DVD Blame it on The Fish.

## Tracce
1. To Defy the Laws of Tradition
2. John the Fisherman
3. Too Many Puppies
4. Jerry Was a Race Car Driver
5. Those Damned Blue Collar Tweekers
6. Tommy the Cat
7. My Name Is Mud
8. Mr. Krinkle
9. DMV
10. Over the Electric Grapevine
11. Wynona's Big Brown Beaver
12. Southbound Pachyderm
13. Over the Falls
14. Shake Hands with Beef
15. Coattails of a Dead Man
16. Mary the Ice Cube

## Formazione
- Les Claypool - voce, basso
- Larry LaLonde - chitarra
- Tim Alexander - batteria
- Bryan Mantia - batteria